# Lagostini Orientali
I Lagostini Orientali o Lagostini di Levante (in croato Vrhovnjaci) sono un gruppo di isolotti e scogli disabitati della Dalmazia meridionale, in Croazia. Fanno parte, assieme ai Lagostini Occidentali, dell'arcipelago di Lagosta e si trovano nell'Adriatico. Amministrativamente appartengono al comune della città di Lagosta, nella regione raguseo-narentana.

## Geografia
Gli isolotti sono situati al largo, a est di Lagosta, disposti lungo una linea est-ovest e a una distanza che va dai 10 ai 16,5 km. Si trovano tra Lagosta e Meleda.

### Le isole
- Brataz[1] o secca Brataz[5] (Bratac o Donja Sestrica[4]), si trova circa 10 km a est di Lagosta e 110 m a ovest di Sorella Grande; ha un'area di 2471 m² 42°45′25″N 17°04′13″E.
- scogli Due Sorelle[6][7], Le Sorelle[1], Sestrizze[5] o scogli Ulasnich[5][8]:
  - Sorella Piccola[7] (Srednja Sestrica o Sestrica Mala), piccolo isolotto, misura circa 130 m per 80, ha un'area di 6743 m²[4] e la costa lunga 330 m[4]; si trova circa 90 m[9] a nord-ovest di Sorella Grande, fra i due ci sono degli scogli 42°45′33″N 17°04′21″E.
  - Sorella Grande[7] (Gornja Sestrica o Sestrica Velja[4]), piccolo isolotto rotondeggiante 11 km circa ad est di Lagosta; misura circa 150 m di diametro[9], ha un'area di 0,01 km²[4], la costa lunga 409 m[4] ed è alto 9 m[9] 42°45′27″N 17°04′28″E.
- Marchinta[2][5], Merchina[1] o secca Marchienda[5] (Mrkljenta zapad o Obrovac), piccolo isolotto (85 m di diametro) 1,6 km ad est di Sorella Grande; ha un'area di 4270 m²[4] 42°45′39″N 17°05′44″E.

I tre isolotti che seguono (Smoquizza e due Vlasaizzi), che sono i maggiori tra i Lagostini Orientali, sono a volte denominati tutti e tre scogli Smoquizza:
- Smoquizza[1][5] o Figo[10] (Smokvica[4] o Donji Vlašnik[9]), piccolo isolotto dalla forma vagamente triangolare, alto 17 m[9]) ha un'area di 0,06 km²[4] e la costa lunga 1 km[4]; è situato 13,5 km a est di Lagosta, 660 m a est di Merchinta e 210 m a ovest di Ulasseni di Mezzo[9]42°45′43″N 17°06′23″E.
- scogli Vlasaizzi[1] o Vlasnik[5] (Vlašnik):
  - Ulasseni di Mezzo[11] (Srednji Vlašnik), isolotto triangolare (lungo circa 380 m); ha un'area di 0,046 km²[12], una costa lunga 0,92 km[12]; è situato tra Smoquizza e Ulasseni Superiore 42°45′46″N 17°06′43″E.
  - Ulasseni Superiore[13] (Gornji Vlašnik), isolotto a est di Ulasseni di Mezzo; ha un'area di 0,042 km²[12], la costa lunga 0,99 km[12] e l'altezza di 9 m[9] 42°45′49″N 17°07′01″E.
- scoglio Marchentapogliavato[2], Marchintapogliavato[2], Mercglienta[14] o Marchienda[5] (hrid Mrkjenta o Mrkljenta istok[4]), si trova 1,3 km a est di Ulasseni Superiore (tratto di mare con secche e scogli); ha un'area di 4331 m²[4] 42°45′54″N 17°08′06″E.
- Glavato[1][6][15], Glovat[8] o Glavat[5] (Glavat), isolotto rotondo (180 m di diametro), ha un'area di 0,018 km²[12] e la costa lunga 0,54 km[12]; è il più orientale del gruppo, si trova circa 16,5 km ad est di Lagosta. Sull'isolotto c'è un faro[16]. 42°45′55″N 17°08′45″E.

### Cartografia
- (HR) Mappa topografica della Croazia 1:25000, su preglednik.arkod.hr. URL consultato il 26 febbraio 2017.
- G. Giani, Carta prospettiva delle Comuni censuarie della Dalmazia, foglio 11, 1839. Fondo Miscellanea cartografica catastale, Archivio di Stato di Trieste.
- Carta di cabottaggio del mare Adriatico, foglio XI, Milano, Istituto geografico militare, 1822-1824. URL consultato il 16 febbraio 2017 (archiviato dall'url originale il 13 aprile 2013).